# Польковице (баскетбольный клуб)
«ССС Польковице» — польский женский баскетбольный клуб из Польковице. Основан в 1996 году. Действующий чемпион Польши.

## История
В 1992 году в спортивном клубе Польковице была открыта женская баскетбольная секция, а в 1996 году команда заявилась в 3 дивизион польского чемпионата. Проведя 5 сезонов в низших дивизионах, в 2001 году баскетболистки  вошли в элитный дивизион «PLKK».
В первом сезоне команда не стушевалась перед старожилами лиги и заняла 6 место, что давало право играть в еврокубках. В сезоне 2002/03 они дебютирует в Кубке Европы, а в чемпионате продвигается на 4-е место. В 2004 году команду ждёт первый успех, выигрыш кубка Польши. На следующий год команда становится обладателем бронзовых медалей национального первенства. В 2007 году баскетболистки повторяют достижение, выиграв матч за 3-е место у команды из Гожува. Следующие медали польского чемпионата у «ССС Польковице» появились через 3 года. В сезоне 2010/11 команда проигрывает финальную серию «Висле Кэн-Пак» 1—3, а в сезоне 2011/12 той же команде, но уже 0—4.
Сезон 2012/13 стал самым успешным в истории клуба: первое чемпионство в Польше, причём «Висла Кэн-Пак» была разгромлена в финальной серии 4—0, также краковская команда была обыграна в финале кубка Польши (72:63). В Евролиге ФИБА команда дошла до Финала восьми, где заняла 6-е место. 

### Статистика выступлений
| Сезон   | Лига     | Место | Примечания     |
| ------- | -------- | ----- | -------------- |
| 1996/97 | «Лига 2» | 9     |                |
| 1997/98 | «Лига 2» |       |                |
| 1998/99 | «Лига 2» | 4     |                |
| 1999/00 | «Лига 1» | 5     |                |
| 2000/01 | «Лига 1» | 1     | Вышел в «PLKK» |
| 2001/02 | «PLKK»   | 6     |                |
| 2002/03 | «PLKK»   | 4     |                |
| 2003/04 | «PLKK»   | 4     |                |
| 2004/05 | «PLKK»   | 3     |                |
| 2005/06 | «PLKK»   | 4     |                |
| 2006/07 | «PLKK»   | 3     |                |
| 2007/08 | «PLKK»   | 5     |                |
| 2008/09 | «PLKK»   | 4     |                |
| 2009/10 | «PLKK»   | 4     |                |
| 2010/11 | «PLKK»   | 2     |                |
| 2011/12 | «PLKK»   | 2     |                |
| 2012/13 | «PLKK»   | 1     |                |
| 2013/14 | «BLK»    | 2     |                |
| 2014/15 | «BLK»    | 3     |                |

## Достижения
- Чемпион Польши: 2013
- Серебряный призёр чемпионата Польши: 2011, 2012
- Бронзовый призёр чемпионата Польши: 2005, 2007, 2015
- Обладатель кубка Польши: 2004, 2013

### Известные игроки
| - Ннека Огвумике - Шарни Золл - Пленетт Пирсон - Дженифер Лэйси - Жантель Лавендер | - Ива Перованович - Эвантия Мальци - Наталья Трофимова - Лайа Палау |